# Liz Mitchell
Liz Mitchel, vlastním jménem Elizabeth Rebecca Mitchell (* 12. červenec 1952, Clarendon Parish, Jamajka) je jamajská zpěvačka, která je známá převážně z působení ve skupině Boney M.
Její rodina se v roce 1963 přestěhovala do Londýna, kde Liz začala v muzikálu Vlasy.